# Арнолдщайн
Арнолдщайн (на немски: Arnoldstein; на словенски: Podklošter, Подклощер, на италиански: Oristagno, Ористаньо) е селище в Южна Австрия. Разположен е в окръг Филах-Ланд на провинция Каринтия. Надморска височина 578 m. Отстои на около 65 km западно от провинциалния център град Клагенфурт и на 5 km на север от мястото, където се съединяват границите на Италия и Словения. Има жп гара. Население 6867 жители към 1 април 2009 г.